# Kapetanovo jezero
Kapetanovo jezero (cyr. Капетаново језеро) – jezioro polodowcowe w Czarnogórze, w gminie Kolašin.

## Galeria zdjęć

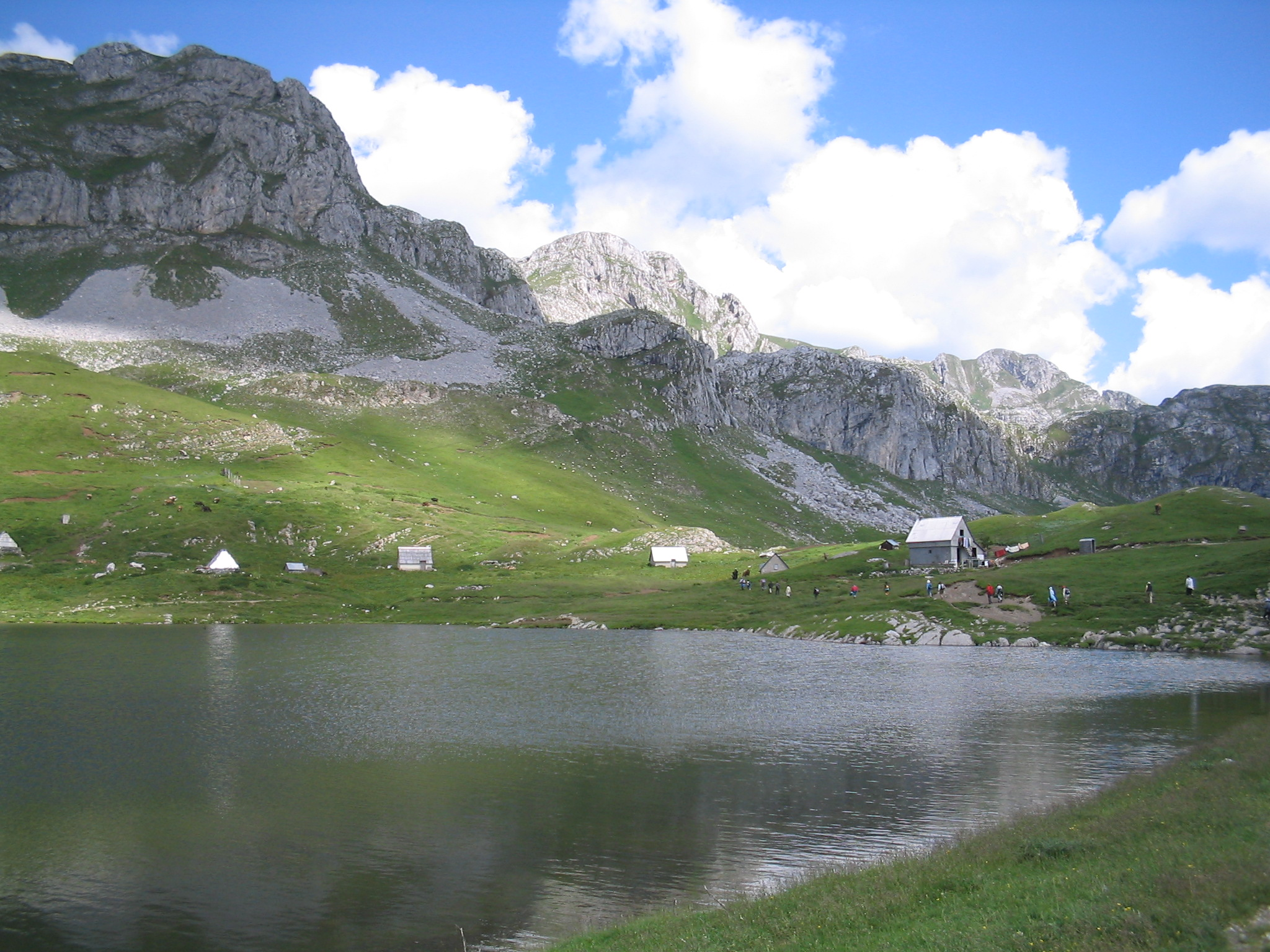
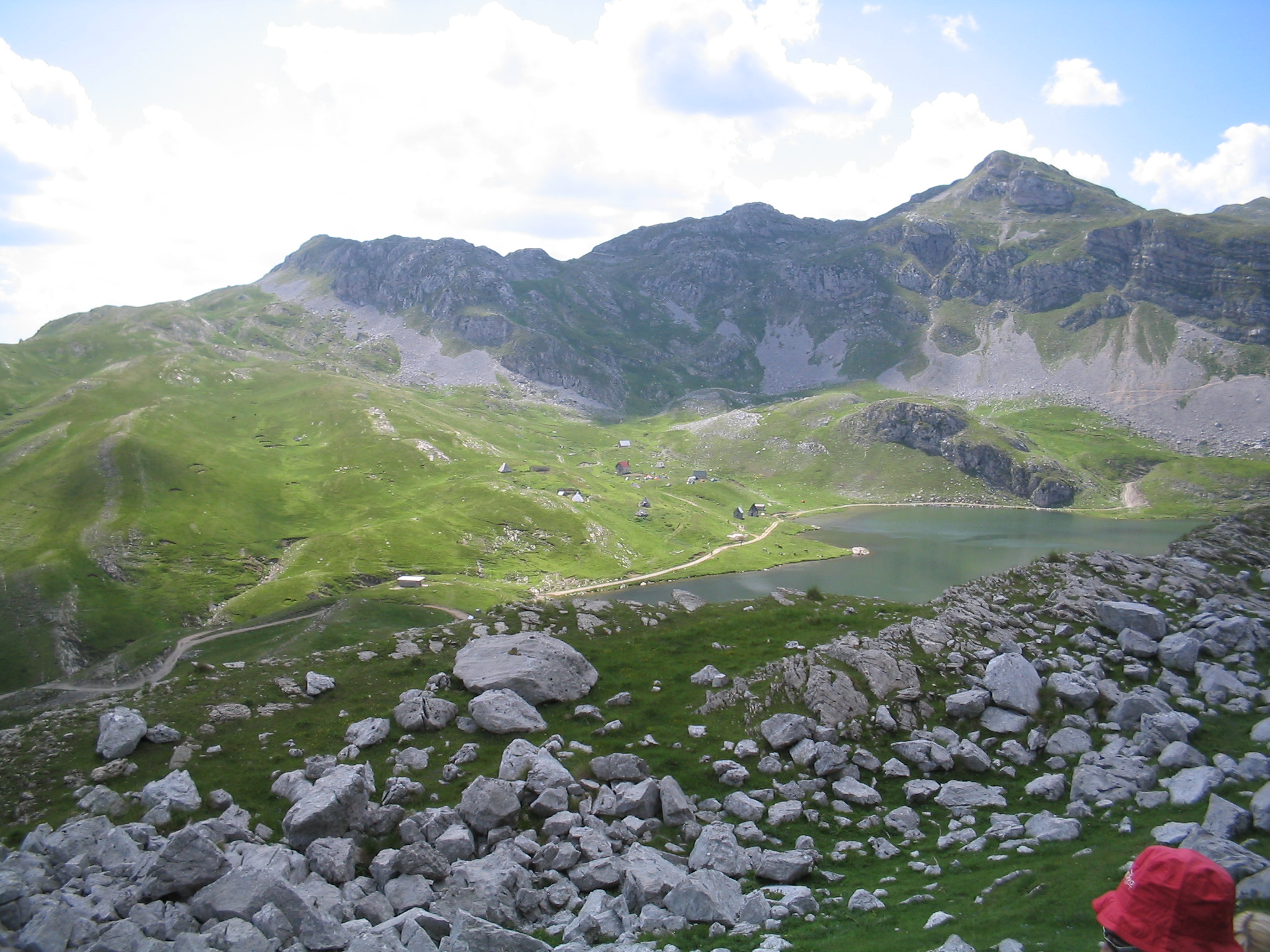
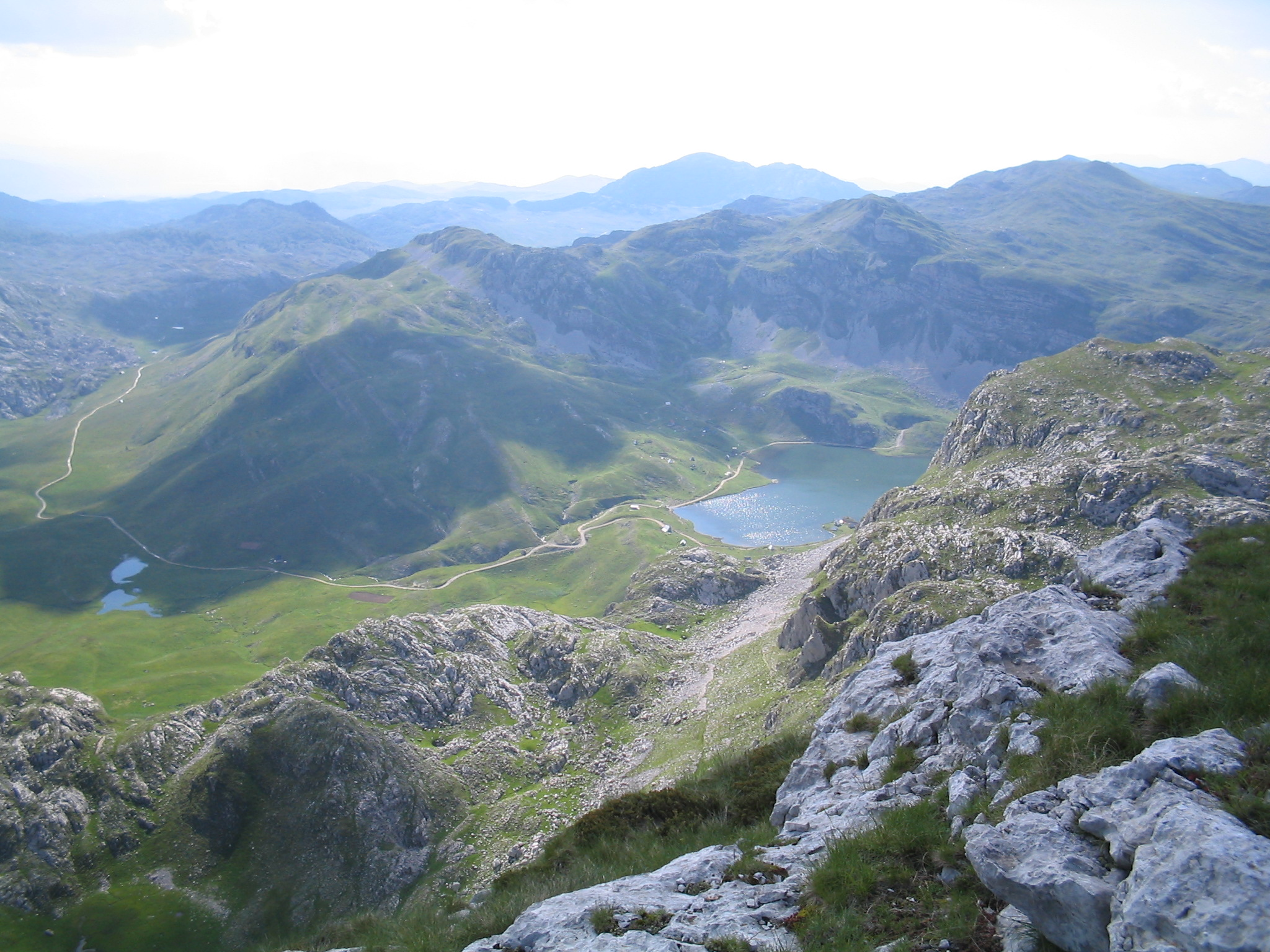

## Charakterystyka
Jezioro położone jest w centralnej części kraju, w paśmie Moračke planine, na wysokości 1678 m n.p.m. Jego maksymalna głębokość wynosi 37 m.